# La lupa
La Lupa è una novella di Giovanni Verga. Fu inclusa nella raccolta Vita dei campi e pubblicata presso Treves nel 1880. 
La "Lupa" del titolo è una donna caratterizzata da un'alta voracità sessuale, che arriva ad adescare un giovanotto e convincerlo a sposare la figlia solo per poterlo avere in casa con sé. Il protagonista, esasperato dalle attenzioni della donna e dopo aver consumato, arriverà a uccidere la lupa.
Il grande successo spinse Verga a ricavarne un dramma teatrale in due atti, con lo stesso titolo, che fu rappresentato per la prima volta al Teatro Gerbino di Torino il 26 gennaio 1896.
Dal dramma verghiano sono stati tratti due film: uno La lupa del 1953 diretto da Alberto Lattuada; un altro del 1996 interpretato da Monica Guerritore, La lupa, per la regia di Gabriele Lavia. Inoltre la novella ha ispirato anche il film Furia di Goffredo Alessandrini del 1947, di cui poi fu realizzato dieci anni dopo un remake ad Hollywood: Selvaggio è il vento diretto da George Cukor.
Altre opere tratte dalla novella sono:
- La lupa: (dalla tragedia omonima di G. Verga) / 2 atti di Federico De Roberto; musica di Pierantonio Tasca; 1ª rappr. Noto (SR), 21-3-1932;
- La lupa: (dalla tragedia omonima di G. Verga) / 3 atti di Vincenzo De Simone; musica di Santo Santonocito; 1ª rappr. Catania, 9-12-1948;
- La lupa: (dalla tragedia omonima di G. Verga) / 1 atto e 2 quadri di Giuseppe Di Leva; musica di Marco Tutino; 1ª rappr. Livorno, 4-9-1990;
- La lupa: (dalla tragedia omonima di G. Verga) / riduzione in versi di Franco Pastore.

## Trama
Una donna di nome Pina viene chiamata “Lupa” dal resto del villaggio per via del suo insaziabile appetito carnale, che la porta a sedurre tutti gli uomini del paese. Occhi neri come il carbone, labbra rosse e carnose, seno vigoroso, alta, pallida e magra, la Lupa è attraente anche se non più giovane, incarna una sessualità istintiva e animalesca. Ha una figlia in età da marito, Maricchia, che nessuno vuole sposare per via del disonore rappresentato dalla condotta della madre. Pina si infatua del giovane Nanni, l'uomo respinge la sua seduzione e invece vuole Maricchia: arsa dal desiderio inappagato, Pina costringe la figlia al matrimonio con Nanni, in modo da poterlo tenere sempre in casa con sé. I suoi tentativi di seduzione continuano anche davanti alla figlia, che, affezionatasi al marito, si dispera nel disonore, e una volta denuncia la situazione a un brigadiere che impone a Nanni di rispettare il matrimonio. Incapace di resistere alla donna, Nanni si risolve a ucciderla con una scure.